# Capesterre-de-Marie-Galante
Capesterre-de-Marie-Galante (Capesterre) là một xã thuộc tỉnh Guadeloupe vùng lãnh thổ hải ngoại Guadeloupe của Pháp ở biển Caribbean.